# Quinteto para piano y viento (Mozart)
El Quinteto de viento con piano en mi bemol mayor, K. 452, fue completado por Wolfgang Amadeus Mozart el 30 de marzo de 1784 y estrenado dos días más tarde en el Teatro Nacional Real e Imperial de la Corte, en Viena. Poco tiempo después del estreno, Mozart escribió a su padre: «Yo mismo lo considero lo mejor que he escrito en mi vida».

## Estructura
Este quinteto está escrito para piano, oboe, clarinete, trompa y fagot, y consta de tres movimientos:
1. Largo - Allegro moderato
2. Larghetto
3. Allegretto

Esta estructura es muy similar a la de la sonata. El primer movimiento es un ágil Allegro en forma sonata, con temas que pasan de un instrumento a otro, siendo con frecuencia el piano el que introduce el tema y, seguidamente, acompaña al oboe, clarinete, trompa y fagot mientras que estos interpretan variaciones de dicho tema. El movimiento Larghetto presenta unos rasgos cartacterísticos de los segundos movimientos mozartianos: suave y ligero, a la par que atractivo y agradable. Por su parte, el movimiento Allegretto está escrito en forma rondó-sonata en la línea en la que Mozart escribía los últimos movimientos de muchos de los conciertos para piano que estaba escribiendo en este periodo, y contiene una sección de carácter similar a una cadenza hacia el final, escrita probablemente aparte de la pieza.
Esta obra inspiró el Quinteto de viento con piano, Op. 16 de Ludwig van Beethoven, quien lo compuso como tributo a Mozart en 1796. Ambas composiciones emplean la misma instrumentación.